# 寺町核螺
寺町核螺（学名：Trigonostoma teramachii），是新腹足目核螺科Trigonostoma属的一种。主要分布于台湾，常栖息在200m泥沙海底。